# Luis Moya Regis
Luis Moya (teljes nevén José Luis Moya Regis) (1855. június 21., Sombrerete, Zacatecas állam – 1911. május 9., Sombrerete) tábornok a mexikói forradalomban részt vevő katona volt.

## Fiatal évei
1855. június 21-én született don José Luis Moya és María Fortunara Regis de Moya gyermekeként a Zacatecas államban fekvő Sombrerete faluban (bár egyesek úgy tartják, hogy a mai General Francisco R. Murguía községből származik). Hét testvére volt.
Gyermekkorát a San Agustín de Melilla haciendában töltötte (apja itt volt adminisztrátor), ami lehetővé tette számára a folyamatos érintkezést a vidéki emberekkel. Szigorú elvek alapján nevelték, és valószínűleg az akkortájt a haciendákban divatos könyvtárak látogatásának eredményeképpen nem mindennapi műveltséget is szerzett.
Igen fiatalon bejárta Mexikó nagy területeit, főleg az északi államokat, még Arizonába is eljutott. Kiváló lovas volt, erős fizikai felépítésű, igen megedzették a nehéz mezei munkák. Később állatkereskedéssel foglalkozott, ennek folyamán az ünnepek alkalmával mindig ellátogatott a közeli falvakba, ahol a helyi mulatságokon is részt vett. 1878-ban házasodott meg: egy Micaela Puente nevű nőt vett el, számos gyermekük született, de csak 4 maradt életben.

## Részvétel a forradalomban
Az ország északi vidékein járva figyelt föl arra, hogy ugyanaz a hazájáért való aggódás és ugyanaz a nyugtalanság, ami őbenne is megvolt, számos másik, különböző szociális hátterű emberben is ott feszül. 1909-ben Chihuahua város Plaza de Armas nevű terén összegyűlt egy csoportosulás, amelynek tagjai nyíltan összeesküdtek a porfirista rendszer ellen, igazságot és szabadságot követelve. Köztük volt Luis Moya is, társai többek között Abraham González, Lomelín ezredes, Cástulo Herrera, Guillermo Vaca, Braulio Hernández, Aureliano González és Perea doktor voltak. Ők alapították meg a helyi antireelekcionista (az elnök újraválaszthatóságát ellenző) klubot.
Amikor Francisco I. Madero Chihuahuába érkezett, találkozott a klub tagjaival, és Moyát ezredessé nevezte ki. Elrendelte, hogy indítsa meg a harcot egy Parral és Jiménez közti faluban, lehetőleg San Pedro Maderában, azonban ehelyett hazatért saját szülőállamába, Zacatecasba, és ott indította el a forradalmat: 1911. február 3-án Nievesnél támadott először.
Sokat tett azért, hogy társai semmiképpen se fosztogassák a civil lakosságot, így nagyban hozzájárult ahhoz, hogy a nép nem tekintette a forradalmárokat közönséges rablóknak, banditáknak. És bár ennek ellenére a Porfirio Díazhoz hű sajtó csapataikat akasztófára-való csőcseléknek nevezte, a Moya emberei által elfoglalt falvak lakói mégsem féltek tőlük, mert biztonságban tudhatták javaikat. Amikor egy település irányítását átvették, gondot fordítottak az adminisztráció rendbetételére és arra is, hogy az alacsony fizetségűek, különösen a tanárok, rendben megkapják bérüket.
Több Durango, Jalisco és Aguascalientes állambeli falu mellett Zacatecasban elfoglalta többek között a mai Miguel Auza, Juan Aldama és Chalchihuites községeket is.
Azonban nem tartott sokáig menetelése: 1911. május 9-én szülőfaluját, Sombreretét ostromolta, majd kemény harc árán be is vette. Ezután társaival gyalog indult el, hogy bejárja a települést, de ekkor valaki halálos lövést adott le rá. Testét később Zacatecas állam híres embereinek mauzóleumába szállították, ma is ott nyugszik.

## Emlékezete
Nevét viseli Zacatecas egyik községe, Luis Moya és annak székhelye, Luis Moya település is, valamint országszerte több iskolát is elneveztek róla.